# Nguyễn Hải Dũng
Nguyễn Hải Dũng (sinh ngày 11 tháng 11 năm 1967) là Đại biểu Quốc hội nước Cộng hòa xã hội chủ nghĩa Việt Nam. Ông hiện là Tỉnh ủy viên, Phó Trưởng Đoàn Đại biểu Quốc hội chuyên trách tỉnh Nam Định, Đại biểu Quốc hội khóa XV từ Nam Định. Ông từng là Ủy viên Đảng đoàn, Ủy viên Thường trực, Trưởng Ban Pháp chế Hội đồng nhân dân tỉnh Nam Định.
Nguyễn Hải Dũng là đảng viên Đảng Cộng sản Việt Nam, học vị Thạc sĩ Luật, Cao cấp lý luận chính trị. Ông có sự nghiệp đều công tác ở quê nhà Nam Định.

## Xuất thân và giáo dục
Nguyễn Hải Dũng sinh ngày 11 tháng 11 năm 1967 tại xã Liên Bảo, huyện Vụ Bản, tỉnh Nam Định. Ông lớn lên và tốt nghiệp phổ thông ở Vụ Bản, học đại học ở Hà Nội và tốt nghiệp Cử nhân Luật, tiếp tục học cao học và nhận bằng Thạc sĩ Luật. Ông được kết nạp Đảng Cộng sản Việt Nam vào ngày 27 tháng 1 năm 2000, trở thành đảng viên chính thức sau đó 1 năm, từng theo học các khóa chính trị ở Học viện Chính trị Quốc gia Hồ Chí Minh và tốt nghiệp Cao cấp lý luận chính trị. Hiện ông thường trú ở phường Hạ Long, thành phố Nam Định, tỉnh Nam Định.

## Sự nghiệp
Tháng 2 năm 1994, Nguyễn Hải Dũng bắt đầu sự nghiệp ở vị trí Cán bộ tập sự Phòng Tổ chức – Cán bộ của Viện kiểm sát nhân dân tỉnh Nam Hà. Tháng 10 năm 1995, ông chính thức là công chức ở Viện kiểm sát nhân dân tỉnh Nam Hà, sau đó chuyển sang Viện kiểm sát nhân dân tỉnh Nam Định khi tỉnh Nam Hà được tách thành Nam Định và Hà Nam vào tháng 11 năm 1996. Tháng 3 năm 1998, ông là Chuyên viên Phòng Kiểm sát điều tra án trị an, sau là Phòng Kiểm sát điều tra và xét xử án hình sự của Viện, công tác liên tục cho đến tháng 4 năm 2005 thì được điều tới Văn phòng Đoàn Đại biểu Quốc hội tỉnh – sau khi hợp nhất là Văn phòng Đoàn Đại biểu Quốc hội và Hội đồng nhân dân tỉnh Nam Định – làm Chuyên viên. Tháng 10 năm 2008, ông được thăng chức làm Phó Trưởng phòng Công tác Đại biểu Quốc hội, kiêm Phó Chủ tịch Công đoàn cơ quan, rồi Trưởng phòng từ tháng 9 năm 2009. Tháng 7 năm 2011, ông được phê chuẩn làm Phó Trưởng Ban Pháp chế Hội đồng nhân dân tỉnh Nam Định, rồi kiêm Chủ tịch Công đoàn cơ quan từ tháng 1 năm 2012, đồng thời là Ủy viên Ban Chấp hành Công đoàn Viên chức tỉnh, Bí thư Chi bộ 1 từ tháng 12 năm 2014.
Tháng 6 năm 2016, Nguyễn Hải Dũng trúng cử Đại biểu Hội đồng nhân dân tỉnh Nam Định, nhậm chức Ủy viên Đảng đoàn, Ủy viên Thường trực, Trưởng Ban Pháp chế. Tháng 9 năm 2020, tại Đại hội Đảng bộ tỉnh Nam Định lần thứ XX, nhiệm kỳ 2020–2025, ông được bầu làm Ủy viên Ban Chấp hành Đảng bộ tỉnh, rồi tiếp tục giữ chức Trưởng Ban Pháp chế Hội đồng nhân dân tỉnh nguyên 1 nhiệm kỳ. Năm 2021, ông được Ủy ban Mặt trận Tổ quốc Việt Nam tỉnh giới thiệu tham gia ứng cử đại biểu Quốc hội từ Nam Định, thuộc đơn vị bầu cử số 1 gồm thành phố Nam Định, huyện Mỹ Lộc, Vụ Bản, Ý Yên, rồi trúng cử Đại biểu Quốc hội khóa XV với tỷ lệ 83,87%. Ngày 23 tháng 7 năm 2021, ông được phê chuẩn làm Phó Trưởng Đoàn Đại biểu Quốc hội chuyên trách tỉnh Nam Định.